# Johann Filstich
Johann Filstich (Brassó, 1684. november 9. – Brassó, 1743. december 18.) gimnáziumi rektor, történetíró.

## Élete
Nagyapja, Michael Filstich (1625–1696), és apja, Stefan Filstich (1657–1737) aranyműves mesterek voltak, emellett a közigazgatásban is karriert futottak be Brassó tanácsosaiként és városbíróiként, Johann azonban a tudománynak szentelte életét. Először szülővárosában tanult; 1702-ben apja Gyulafehérvárra küldte, ahol Kapusi Sámuel tanár oktatta. 1703-ban betegsége miatt hazatért; miután meggyógyult, Nagyenyedre ment iskolába, ahol Szigethi István tanította. A Rákóczi-szabadságharc miatt ismét visszatért szülővárosába, és 1704–1706 között a brassói gimnáziumban tanult.
1706. augusztus 3-án az erdélyi háborúk miatt több társával Románián keresztül Szerbiába, Szlavóniába, Horvátországba, Stíriába, majd Bécsbe, Lipcsébe, végül Halléba utazott, ahol beírtakozott az egyetemre. 1709. márciusától Lipcsében, 1710. októberétől pedig Jénában tanult, ahol elsajátította a francia és angol nyelvet is. 1712. húsvétkor tért vissza hazájába. Kétszer nősült, és a pestis elől való vándorlásai közben második felesége is elhalt.
1720-ban visszatért szülővárosába, ahol a gimnázium rektora lett; hivatalát de fatis rei literariae in Transsilvania című értekezésével foglalta el. A városi plébánostól utasításban kapta, hogy a következő tantárgyakat adja elő: Explicatio librorum symbolicorum Ecclesiarum nostrarum és Historia Reformationis Lutheranae. A pestisjárvány miatt a tanítás mellett rendeznie kellett az iskola helyzetét is. Ugyanebben az évben harmadszor is megnősült;  harmadik feleségétől két fia született. Johann Filstich főként teológiát, bölcseletet és történelmet tanított.
Az ő idejében helyezték el az gimnázium új épületének alapkövét. Egyik fia, Samuel Filstich (1723–1793) továbbvitte a családi mesterséget és aranyműves lett.

## Munkái
- Schediasma Historicum de Valachorum Historia, annalium Transilvanensium multis in punctis magistra et ministra. Ienae, 1743 Online
- Briefe an den Professor Schulze in Halle 1741, 1742 und 1743 (a Numophylacii Schulziani I. részében)
- 1707-ben Bél Mátyás tiszteletére 11 disztichonból álló latin költeményt irt, amely a Forma sacrorum verborum (Halle, 1707) című munkájában jelent meg.

Kéziratban maradt művei
- Historia Walachorum, methodo Cellariana 1741. elaborata
- Historiola Moldaviae
- Historie von der ersten Hereinkunft der Römer und dem von ihnen nachmals aufgerichteten walachischen Reiche, welche anno 1727 den. 5. September aus eines Anonymi Msto. Valachico von uns in der Teutsche Sprache übersetzt angefangen worden
- Chronik Rádul Logofetuľs
- Illustratio Articulorum quorundam historicorum rem et Historiam Valachorum concernentium
- Historica Transsilvaniae, Hungariae, Valachiae et Moldaviae Descriptio (Tartler Tamás másolatában a Samuel von Brukenthal-féle könyvtárba került)
- Historia Ecclesiastica totius Transsilvaniae, sub Dei omnia dirigentis moderamine ac ductu, anno 1739–43 elaborata, et usibus quorundam studiosorum pro temporum exigentia accomodata. Pars L., quae Historium Ecclestiasticam Saxonum Transsilvaniam inhabitantium complectitur. Pars II. continet Historiam persecutionis in Hungaria anno 1670., 1673, 1674 ex Heideggeri Historia Papatus depromta (a m. nemzeti múzeum kézirattárában)
- Historia Reformationis a Mart. Luthero circa initium Seculi 16 in Saxonia masculae susceptae, Civibus Gymnasii Coron. a. 1720 in auditorio in calamum dictata
- Historia Regni Transilvanici civilis
- Kurze geographische und historische Anmerkungen von dem Fürstenthume Siebenbürgen
- Tentamen Historiae Valachicae in Dei cuncta creantis et conservantis gloriam pro virium mensura et subsidiorum penuria a me elaborandae susceptum
- Excerpta Patriae vicinarumque Regionum Historiam concernentia.